# Puente de Chacao
El puente de Chacao es el proyecto de construcción de un puente colgante que cruzará el canal homónimo; y con el cual se unirá la isla Grande de Chiloé con el territorio continental chileno, en la Región de Los Lagos. Será el puente colgante más largo de América Latina.
Concebida originalmente en la década de 1960, la obra fue postergada en diversas ocasiones desde su anuncio a mediados de los años 90. Tras ser cancelado en 2006 por el gobierno de Michelle Bachelet, el proyecto fue reactivado por el gobierno de Sebastián Piñera en 2012 y adjudicado a un consorcio internacional en 2013. Múltiples atrasos en la ejecución de las obras han pospuesto la entrega del puente —originalmente estimada para 2020—, por lo que su inauguración está estimada para el segundo semestre de 2028.
El proyecto no ha estado exento de críticas debido a su costo elevado, a su utilidad real y a los posibles impactos ambientales y culturales que traería la conexión definitiva del archipiélago de Chiloé con el continente.

## Historia

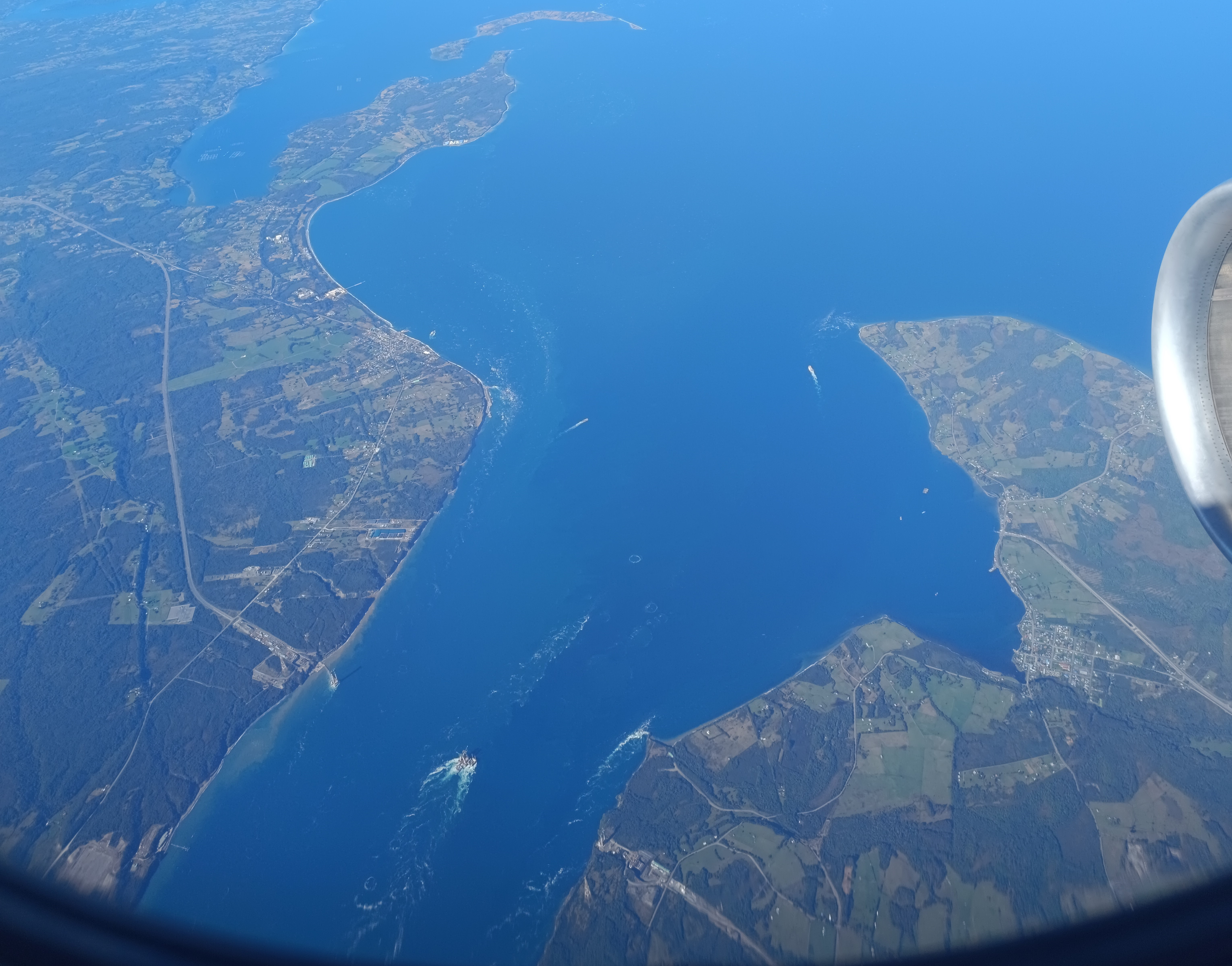
Vista aérea del canal de Chacao, con los tres pilares del nuevo puente en construcción, en abril de 2024.

### Antecedentes
Hacia fines de la década de 1950, la ciudad de Castro tenía conexión aérea —mediante LAN Chile— con Puerto Montt, Santiago y Coyhaique, pero los servicios de navegación a vapor —a cargo de Empremar, con destinos a Puerto Montt, Aysén y Magallanes— seguían siendo los más utilizados para entrar o salir del archipiélago. La red caminera al interior de la Isla Grande, en tanto, era extremadamente limitada: no había caminos pavimentados y los pocos tramos para vehículos motorizados se encontraban en las afueras de Ancud, Castro y Quellón.
A fines de 1958, en medio de los trabajos de extensión de la Carretera Panamericana (Ruta 5) hasta Pargua, la empresa Cruz del Sur inauguró la primera línea de buses entre Puerto Montt y Ancud. El servicio originalmente se demoraba cuatro horas —al momento de su inauguración la carretera solo estaba lista hasta el empalme a Calbuco— y utilizaba dos máquinas: la primera llegaba hasta Pargua y la segunda esperaba a los pasajeros en Chacao, quienes debían cruzar el canal de Chacao en lancha.
Después de que el terremoto de Valdivia de 1960, entre otros perjuicios, destruyera la infraestructura portuaria de la Isla Grande y también el subutilizado ferrocarril Ancud-Castro, el gobierno de Jorge Alessandri priorizó mejorar la conectividad terrestre de Chiloé. Así, en 1962 se inició la construcción de la Ruta 5 entre Chacao y Quellón, mientras que en 1964, tras la construcción de los muelles de Pargua y de Chacao, comenzó a funcionar el ferry «Alonso de Ercilla», la primera embarcación de su tipo en operar en el canal de Chacao.

### Propuesta original (1960s-1973)
En este contexto, a mediados de los años sesenta el diputado de la zona Félix Garay propuso por primera vez la idea de la construir un puente que uniera las localidades de Pargua y Chacao. Su propuesta —inspirada en el Golden Gate de San Francisco— tenía un costo de 80 millones de dólares; la presentó al gobierno de Eduardo Frei Montalva y posteriormente a la administración de Salvador Allende.
El primer paso concreto para la realización del puente se dio en 1967, con el ingreso al Congreso de un proyecto de ley —patrocinado por Garay y otros diputados— para incorporar al sistema de planeamiento, financiamiento y construcción de la Carretera Paramericana el tramo del canal de Chacao y también un camino que conectara la provincia de Llanquihue con Tierra del Fuego. Dicho proyecto se convirtió en ley en 1972, sin embargo, después del golpe de Estado de 1973, la dictadura militar priorizó el desarrollo de la Carretera Austral y no impulsó la idea de Garay.

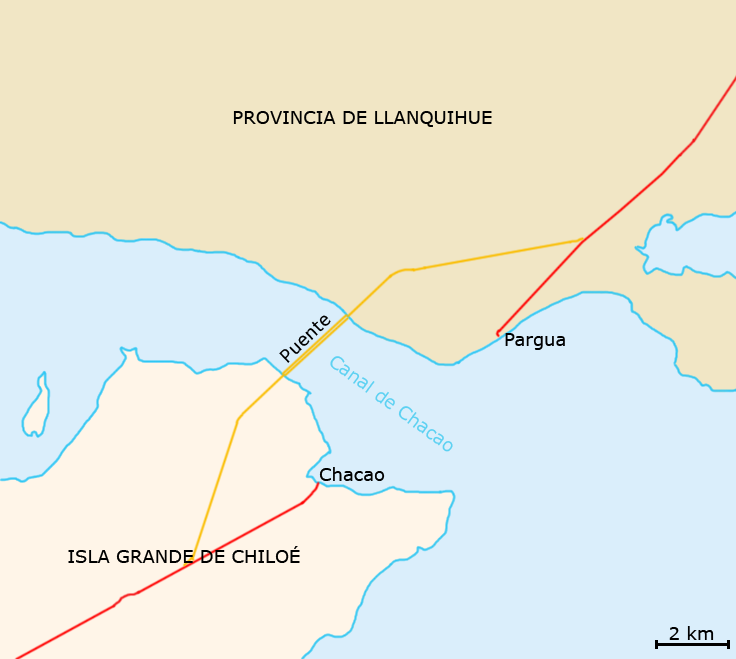
Mapa del proyecto del Puente Bicentenario, muy similar al proyecto anunciado en 2012.

### «Puente Bicentenario Chiloé» (1990s-2004)
La construcción del puente recién volvió a reflotar en los años 1990. Durante la administración de Eduardo Frei Ruiz-Tagle se iniciaron los estudios preliminares y posteriormente de factibilidad técnica. Pero fue durante el gobierno de Ricardo Lagos —ministro de Obras Públicas durante la administración de Frei Ruiz-Tagle— que se aceleró el proyecto: en el año 2000 se confirmó la factibilidad de roca Remolino como plataforma central para la construcción del puente, y al año siguiente se confirmó su construcción, con un costo de 300 millones de dólares.
El «Puente Bicentenario Chiloé», como fue rebautizado en conmemoración del Bicentenario de Chile, consideraba cuatro pistas y un largo total de 2635 m y estaría suspendido por tres torres de concreto que superarían los 180 m de altura. El puente estaría compuesto por tres secciones colgantes de 379 m, 1055 m y 1100 m, y con una altura promedio sobre el canal de Chacao de 59 m para permitir el paso de embarcaciones. Con estas medidas, se convertiría en el puente más largo de su tipo en Sudamérica y, contando su extensión completa, en el tercero del mundo en su tipo, siendo superado solo por los actuales Gran Puente del Estrecho de Akashi de Japón y el Storebælt de Dinamarca. Contando la máxima extensión suspendida (1100 m), obtendría el décimo lugar global. 
Se diseñó para resistir vientos de más de 200 km/h y las corrientes marinas, aunque es esos casos debía suspenderse el tráfico de vehículos. En caso de terremotos, debe soportar magnitudes de hasta 10 grados en la escala de magnitud de momento. Se estimaba que tendría una vida útil de 100 años. El viaje, que demora alrededor de media hora en transbordador, se vería reducido a un viaje de dos o tres minutos, a más de 100 km/h.[cita requerida]
A fines de 2002 el proyecto fue aprobado por la Comisión Nacional del Medio Ambiente. En 2004 se abrió su licitación —que consideraba diseño, financiamiento, construcción, operación y mantenimiento del puente por 30 años—, y se adjudicó a un consorcio internacional en enero de 2005, integrado por la francesa VINCI Construction Grand Projects, la alemana Hochtief, la estadounidense American Bridge Company y las compañías chilenas Besalco y Tecsa. Para financiar la obra se tenía presupuestado el cobro de peaje a una tarifa de 7500 pesos, valor semejante o incluso menor al que cobraban los transbordadores.[cita requerida] En ese tiempo la construcción ya se valoraba en 527 millones de dólares y se esperaba que las obras civiles se iniciaran durante 2007, para estar finalizadas en 2012.

### Cancelación del proyecto (2006)
Al asumir el gobierno de Michelle Bachelet en marzo de 2006, el proyecto del puente fue revisado, y el costo fue estimado finalmente en US$ 930 millones, superando los US$ 605 millones establecidos por el gobierno como monto máximo a cubrir, por lo que en julio de 2006 el ministro de Obras Públicas Eduardo Bitran anunció la cancelación del proyecto y la entrega de una indemnización a las empresas involucradas de 2 millones de dólares.[cita requerida] El alza de los costos se debía al aumento en el valor del acero en más de un 128 % y al desplazamiento del suelo marino que obligaría a ubicar el pilar en otro lugar, ampliando el tramo principal del puente a 1200 m.
La decisión provocó una fuerte molestia en parte importante de la población de Chiloé y en autoridades locales, ligadas tanto al oficialismo como a la oposición. Diversas manifestaciones se realizaron en las principales urbes de la provincia, e incluso el alcalde de Castro,  el democratacristiano Nelson Águila, enarboló una bandera española, acusando un total abandono del gobierno chileno desde que los españoles fueron derrotados y Chiloé anexado a Chile en 1826. El diputado DC de la zona, Gabriel Ascencio, renunció a la presidencia de su bancada como protesta por el anuncio y acusó que el ministro «nunca» quiso construir el puente, mientras que la senadora Soledad Alvear, presidenta de la DC, afirmó: «para Chiloé la suspensión del Puente de Chacao es matar una esperanza».[cita requerida] Por su parte, los partidos políticos de oposición criticaron a Ricardo Lagos y la decisión del gobierno de suspender el proyecto.
Como forma de compensación, el gobierno anunció la elaboración de un plan de inversiones para mejorar la infraestructura de la isla.
El día 9 de agosto, los alcaldes del archipiélago se reunieron con el ministro del Interior Belisario Velasco para expresarle la necesidad de la construcción de puente. A pesar de los esfuerzos, "en este Gobierno no habrá puente en Chiloé" aseguró el ministro luego de la reunión:

Entendemos que la aspiración de los alcaldes o de algunos sectores de la isla es el puente. Entiendo perfectamente esa aspiración, pero no hablamos del puente en función de que se va a hacer ahora. Les quedó muy claro que en este gobierno no se va a tratar el problema del puente.
Belisario Velasco, 9 de agosto de 2006

Días después, el gobierno dio a conocer de manera oficial las medidas presentadas por Bitrán a la mandataria —iniciativa finalmente conocida como «Plan Chiloé»—, entre las que se encontraban un mejoramiento del aeropuerto, del hospital de Castro, de los servicios de transbordadores entre islas, y la construcción de una carretera de doble vía entre Chacao y Quellón, entre otras iniciativas.
A pesar de las medidas anunciadas, la polémica sobre la cancelación del puente se reavivó en los meses siguientes al conocerse un informe que indicaba que el Ministerio de Obras Públicas (MOP) había reducido los costos de construcción del puente a 486 millones de dólares, por lo que la cifra total del proyecto —sumado el costo de financiamiento— bordeaba los US$ 670 millones, lejos del presupuesto estimado por la concesionaria. Los alcaldes de Chiloé acusaron al gobierno de nunca haber tenido la intención de construir el puente, mientras que el diputado Gabriel Ascencio acusó al ministro de «mentir» y «manipular» las cifras, por lo que anunció una posible interpelación en la Cámara de Diputados, la que finalmente no ocurrió.[cita requerida]
En junio de 2009, el MOP, esta vez bajo el mando de Sergio Bitar, presentó un rediseño del proyecto —atirantado en vez de colgante— con un menor costo que el original, reducción explicada por el menor uso de acero y su baja de precios en el mercado. Sin embargo, el anuncio fue criticado por su antecesor Eduardo Bitran por considerarlo inviable, y por el diputado Claudio Alvarado y el senador Carlos Kuschel, que acusaron de «aprovechamiento electoral» a pocos meses de la elección presidencial de diciembre.
Siete años después de la cancelación, en 2013, el expresidente Ricardo Lagos calificaría como un «error para Chile» la bajada del proyecto del Puente Chacao por parte del gobierno de Michelle Bachelet.

### Reactivación del proyecto (2011)
La reactivación del proyecto era una de las prioridades de Sebastián Piñera en materia de obras públicas, antes de asumir la presidencia de Chile en marzo de 2010. Luego de triunfar en la segunda vuelta de la elección presidencial, realizada en enero, se contactó con el exministro Bitran y con el ministro Bitar para conocer la viabilidad del puente, y después instruyó a su futuro ministro en la cartera, Hernán de Solminihać, a que se abocara en el tema. Sin embargo, el terremoto del 27 de febrero de ese año y las posteriores tareas de reconstrucción postergaron sus planes.
El primer anuncio público sobre la revisión del proyecto la dio el propio presidente recién en abril de 2011 durante una actividad en Pargua, ocasión en la que afirmó: «Es un enorme beneficio para la conectividad, pero también para la calidad de vida de la gente de Castro, y por eso lo estamos analizando, de forma tal de tener los mejores diseños y la mejor ingeniería».
La confirmación llegó en el mensaje presidencial del 21 de mayo de 2012, cuando el mandatario anunció —al mismo tiempo que la terminación del tramo de la Carretera Austral entre Caleta Pichanco y Caleta Gonzalo— la construcción definitiva del proyecto.
La apertura de ofertas se realizó en mayo de 2013, con ocho empresas preclasificadas para participar. Siete meses después —a pocos días de la elección presidencial de ese año que ganaría la expresidenta Michelle Bachelet— el gobierno anunció la aprobación de la propuesta hecha por el único oferente en el proceso: un consorcio internacional de capitales brasileños, coreanos, franceses y noruegos integrado por las compañías OAS, Hyundai, Systra y Aas-Jakobsen. La oferta había alcanzado 360 134 millones pesos, lo que estuvo dentro del límite de 740 millones de dólares que había establecido el Ministerio de Obras Públicas para este proyecto.
Finalmente, en febrero de 2014 la Contraloría autorizó el contrato del MOP con el consorcio, y con ello se dio «luz verde» para la construcción definitiva del puente: las obras comenzarían en 2015 y estarían listas en 2019.

## Características
El proyecto contempla la construcción de un puente colgante con grandes luces de vano que será el más grande de América Latina, región del mundo donde dominan los puentes atirantados, siendo sus puentes colgantes más largos el de Angostura, sobre el río Orinoco de Venezuela, con una longitud de 1679 m y un vano (luz) de 712 m, seguido por el puente Hercílio Luz, el cual conecta la isla Santa Catarina con la parte continental de la ciudad de Florianópolis, en el sudeste de Brasil, estructura que posee una longitud de 821 m y un vano de 339 m.

Esquema de las dimensiones del puente, según el Diario Concepción.

El puente unirá a la Isla Grande con el continente en el punto más estrecho del canal de Chacao —de 2,5 km—, entre Punta San Gallán (Ancud) y Punta Coronel (Calbuco). Considera una longitud de 2750 m y un ancho de 21,6 m, con cuatro pistas. una pila central de 179 m de altura, instalada sobre la roca Remolino, y dos pilas norte y sur, de 199 m y 157 m de altura, respectivamente. La pila sur será la única que no estará en el agua. Dado los fuertes vientos que se registran en el canal, la obra está diseñado para soportar ráfagas de hasta 200 km/h, sin embargo, en situaciones de «mucho viento» se restringirá temporalmente el paso de vehículos. Se estima que el cruce de la estructura tomará tres minutos a una velocidad de 80 km/h.
Además del puente propiamente, el proyecto también considera un centro de operaciones que estará localizado al sureste de la estructura, para el análisis de datos y vigilancia de la operación de la estructura. Este edificio también incluirá un mirador para visitantes, cafetería y museo sobre el puente y la historia de Chiloé. En el lado norte habrá un edificio menor donde se replicarán las labores del centro de operaciones.
Si bien no son parte de las obras del puente en sí, el proyecto también considera los accesos viales a la estructura. El acceso norte fue construido como parte de la construcción de la autopista concesionada Puerto Montt-Pargua, en base al proyecto original del Puente Bicentenario,[cita requerida] mientras que la construcción del acceso sur —de 4,5 km de longitud— fue licitada por el MOP en 2013.
En noviembre de 2016, la firma Bentley Systems le otorgó al proyecto el premio internacional «Be Inspired», como el mejor diseño ingenieril del mundo.

## Construcción

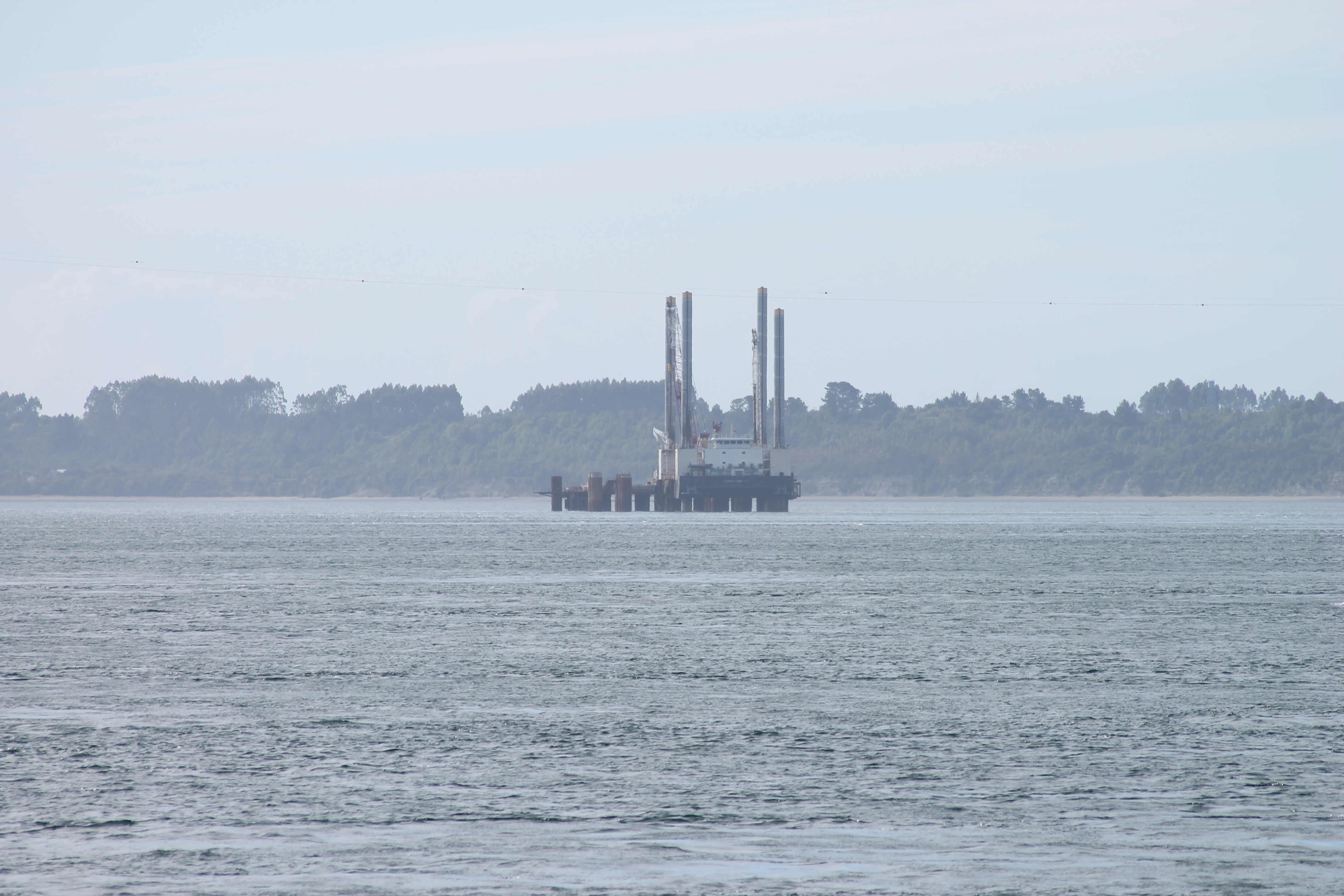
Plataforma en roca Remolino, 2019.

A pesar de que el inicio de la construcción se proyectaba para el verano de 2015 —con una duración de 79 meses, por lo que el puente estaría operativo en 2019— la obra ha sufrido múltiples atrasos. 

### Diseño final
Los estudios de ingeniería y las modificaciones solicitadas por parte del MOP, principalmente en materia de sismicidad y vientos, hicieron que el diseño final del puente se entregara recién en junio de 2017, y fuera aprobado por el MOP de manera definitiva en diciembre de 2018. Debido a las modificaciones y atrasos, el consorcio solicitó en agosto de 2018 un nuevo plazo y 200 millones de dólares adicionales por los mayores costos de la obra. El MOP aprobó la extensión de plazo solicitada, por lo que la entrega del puente se postergó hasta 2023.
Por otro lado, en 2015 la brasileña OAS, que tenía un 49 % de participación, cerró sus oficinas en Chile debido a una investigación por corrupción en Brasil —conocida como operación Lava Jato—, por lo que en octubre de ese año anunció su salida del proyecto, lo que atrasó el desarrollo de la iniciativa debido a las negociaciones para su retiro del consorcio. La salida de OAS recién se concretaría en 2019, convirtiendo a Hyundai —que originalmente tenía un 50 % de participación— en la única compañía a cargo de la construcción de la estructura.

### Inicio de construcción

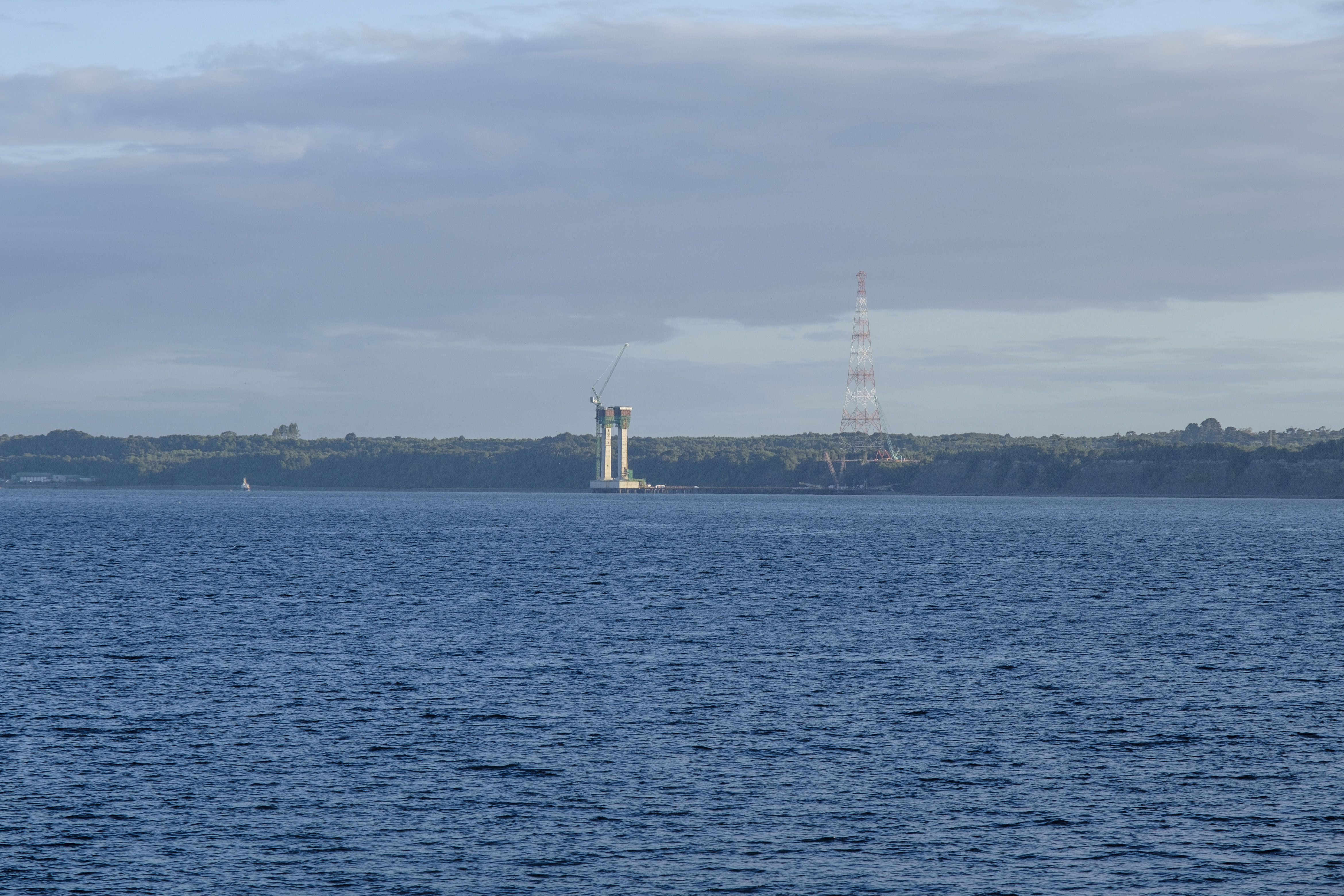
Pilar norte del puente Chacao en construcción, marzo de 2023.

La construcción del proyecto empezó oficialmente en febrero de 2018 —antes de la aprobación final del diseño— con el inicio de la fabricación de los 36 pilotes que sostendrán la pila central del puente. Para diciembre de 2018 ya había diez pilotes instalados, y en julio de 2019 dicha cifra llegaba a treinta. Dos meses después, los 36 pilotes ya estaban terminados.
En noviembre de 2019 Hyundai solicitó al MOP una segunda extensión de plazo, para entregar la estructura en 2025.

### Paralización de las obras
El 23 de diciembre de 2019, Hyundai anunció la paralización de las obras debido a que el Ministerio de Obras Públicas, según la compañía, no estaba respetando los acuerdos y no compensaría monetariamente el alza de costos de la obra. La empresa acusó a su contraparte estatal de «incumplimiento de los compromisos contraídos», «mala fe» en las conversaciones, «perjuicio injusto» y «completa inseguridad jurídica». Al día siguiente, el ministro de Obras Públicas Alfredo Moreno afirmó que Hyundai estaba obligada a continuar con los trabajos y que solo había una «diferencia de opinión» con respecto a quién financiaba los sobrecostos del proyecto —218 000 millones de pesos según la compañía— monto que, a juicio de la autoridad, le correspondía desembolsar a Hyundai. La empresa respondió acusando al Estado de Chile de no ofrecer «las garantías jurídicas y comerciales necesarias para que Hyundai siga financiando el proyecto».

### Reactivación de las obras
En febrero de 2020, durante una visita a Puerto Montt, el presidente Sebastián Piñera aseguró que el puente sí se iba a construir. Un día después, el MOP reconoció haber solicitado al consorcio obras adicionales —pese a que anteriormente lo había negado—, por lo que confirmó que pagaría «lo justo» a Hyundai, acuerdo que fue ratificado por la compañía coreana en los días siguientes.
En mayo de 2020 los trabajos continuaban en la zona norte del puente.
En abril de 2024 las obras llegaron al 50 % de desarrollo: de las tres pilas, la norte (200 metros) alcanzó los 120 metros sobre el nivel del mar; la pila sur llegó a 112 metros de sus 157 metros de altura definitiva, mientras que la central alcanzó los 67 metros de los 165 que será su altura final. Dos meses después, el Ministerio de Obras Públicas confirmó que la entrega del puente será ahora en el segundo semestre de 2028.

## Cuestionamientos al proyecto

### Impacto en Chiloé
Desde su concepción, la propuesta de un puente sobre el canal de Chacao ha sido largamente debatida y ha generado opiniones divididas dentro del archipiélago.
Los partidarios de la obra han resaltado que significaría el fin al aislamiento histórico de Chiloé, una mejor conectividad con Puerto Montt, el aumento del turismo y/o la llegada de nuevas industrias, en beneficio al desarrollo de los habitantes de la isla.
Las principales críticas, por otro lado, han apuntado principalmente al alto costo y escaso beneficio social que tendría el proyecto, a la existencia de otras prioridades en Chiloé —como salud y educación—, a los posibles impactos ambientales de nuevas industrias que podrían llegar a la Isla Grande y a la pérdida de identidad cultural que traería la conexión definitiva del archipiélago con el continente. Comunidades huilliches también han manifestado su rechazo a la construcción del puente.
Un estudio sobre las prioridades del archipiélago, realizada por el Centro de Estudios Sociales de Chiloé en 2015 a 425 personas de las diez comunas de la provincia, reveló que los encuestados priorizaron un hospital de alta complejidad con especialistas, un campus universitario estatal y soluciones a los problemas de sequía y pérdida de bosque nativo por sobre el puente de Chacao; a su vez, el 86 % de los participantes consideró que los recursos destinados a la obra podrían haber ido a necesidades más urgentes.

### Otras controversias
Desde la reactivación del puente en 2012, detractores también han acusado falta de probidad y transparencia en la tramitación y ejecución del proyecto, incluyendo ausencia de consulta indígena según lo estipulado por el convenio 169 de la OIT, los escasos detalles sobre las negociaciones del gobierno con el consorcio, y la poca claridad respecto a los costos reales de la obra.
Durante su campaña para la elección presidencial de 2013, la expresidenta Michelle Bachelet planteó en Castro la posibilidad de realizar una consulta ciudadana en la isla si regresaba a La Moneda en marzo de 2014, para que fuesen sus habitantes quienes decidieran sobre este tema y, en su defecto, reemplazarlo por el Plan Chiloé, el cual había sido diseñado por su gobierno anterior, pero que no había sido ejecutado en su totalidad. Sin embargo, este planteamiento fue criticado por la entonces ministra de Obras Públicas Loreto Silva, al ya haberse licitado el proyecto y haber recibido una oferta «seria, rigurosa». La opción de una consulta ciudadana o similar había sido planteada también por Sebastián Piñera años antes, cuando visitó Chiloé durante su campaña para la elección presidencial de 2005. En aquel momento, el entonces candidato manifestó que prefería que a los habitantes del archipiélago se les consultara si preferían un puente u otras inversiones. «La voz de los habitantes de esta provincia tiene que ser escuchada, tiene que expresarse, porque todavía eso no ha sucedido, como debería ocurrir en democracia», dijo en esa ocasión.
A raíz del caso Lava Jato en la que se vio involucrada la empresa OAS, en 2019 el Ministerio Público de Chile ordenó diligencias para determinar si la compañía brasileña fue favorecida por la primera administración de Piñera en 2013 en la construcción del puente Chacao. El gobierno, en palabras del entonces ministro del Interior Andrés Chadwick, afirmó tener «la mejor disposición e interés en que se esclarezca y se investigue a fondo». En octubre de 2018 el presidente Sebastián Piñera ya se había referido a la situación, diciendo en aquella ocasión que la licitación había sido «transparente, abierta», y también «ajustada a las normas de probidad que corresponden».
En diciembre de 2019, la exministra Loreto Silva fue cuestionada luego de que se conociera públicamente que trabaja en el buffet de abogados que representa a Hyundai, cuando fue ella, como máxima autoridad del MOP, quien licitó el puente en 2013 al consorcio que lideró la empresa surcoreana. La exautoridad se defendió manifestando que se ha abstenido de trabajar con Hyundai.